# Museu Nacional de Arte Antiga
Het Museu Nacional de Arte Antiga, (MNAA) of het Nationaal Museum voor Oude Kunst is het belangrijkste kunstmuseum in Portugal en een belangrijk museum in Europa. Het is gevestigd in Lissabon.

## Geschiedenis
Het Nationaal Museum voor Oude Kunst werd geopend op 12 juni in 1884 door koning Dom Luiz I. Het is gevestigd in de buurt van de rivier de Taag, in het voormalige paleis van de graven van Alvor, daterend uit de zeventiende eeuw en het oude klooster van Santo Alberto. De kapel van het klooster is een prachtig voorbeeld van 18e-eeuwse Portugese barokke kunst en architectuur en is opgenomen in de exposities. Het museum heeft een aanbouw waar de entree van het museum zich bevindt. 

In 1938 werd het museum uitgebreid. In het nieuwe gedeelte is de ingang.

## Collectie
De museumcollectie omvat schilderkunst, beeldhouwkunst, textiel, meubels, tekeningen en andere decoratieve kunst van de Middeleeuwen tot de vroege negentiende eeuw. De collecties, met name die voor de vijftiende en zestiende eeuw, zijn bijzonder belangrijk met betrekking tot de geschiedenis van de Portugese schilderkunst, beeldhouwkunst en de metaalnijverheid.
Het museum heeft ook belangrijke werken van de vroege zestiende-eeuwse kunstschilders actief in Portugal, zoals Jorge Afonso, Vasco Fernandes, Garcia Fernandes, Francisco de Holanda, Cristóvão Lopes, Gregorio Lopes, Cristovão de Figueiredo, Francisco Henriques, Frei Carlos en anderen.
Schilderkunst uit de 17e via het begin van de 19e eeuw is goed vertegenwoordigd door werken van Josefa de Óbidos, Bento Coelho da Silveira, Vieira Portuense, Domingos Sequeira en Morgado de Setúbal.
Portugese metaalnijverheid is een ander hoogtepunt van het museum. Tot de collectie behoren belangrijke stukken uit de 12e tot de 18e eeuw. Een van de meest opvallende voorbeelden is de beroemde monstrans van Belém. Het kan zijn vervaardigd door de toneelschrijver, acteur en dichter Gil Vicente. Volgens een inscriptie op de monstrans, is het gemaakt van het eerste goud dat uit India naar Portugal werd gebracht door de ontdekkingsreiziger Vasco da Gama.

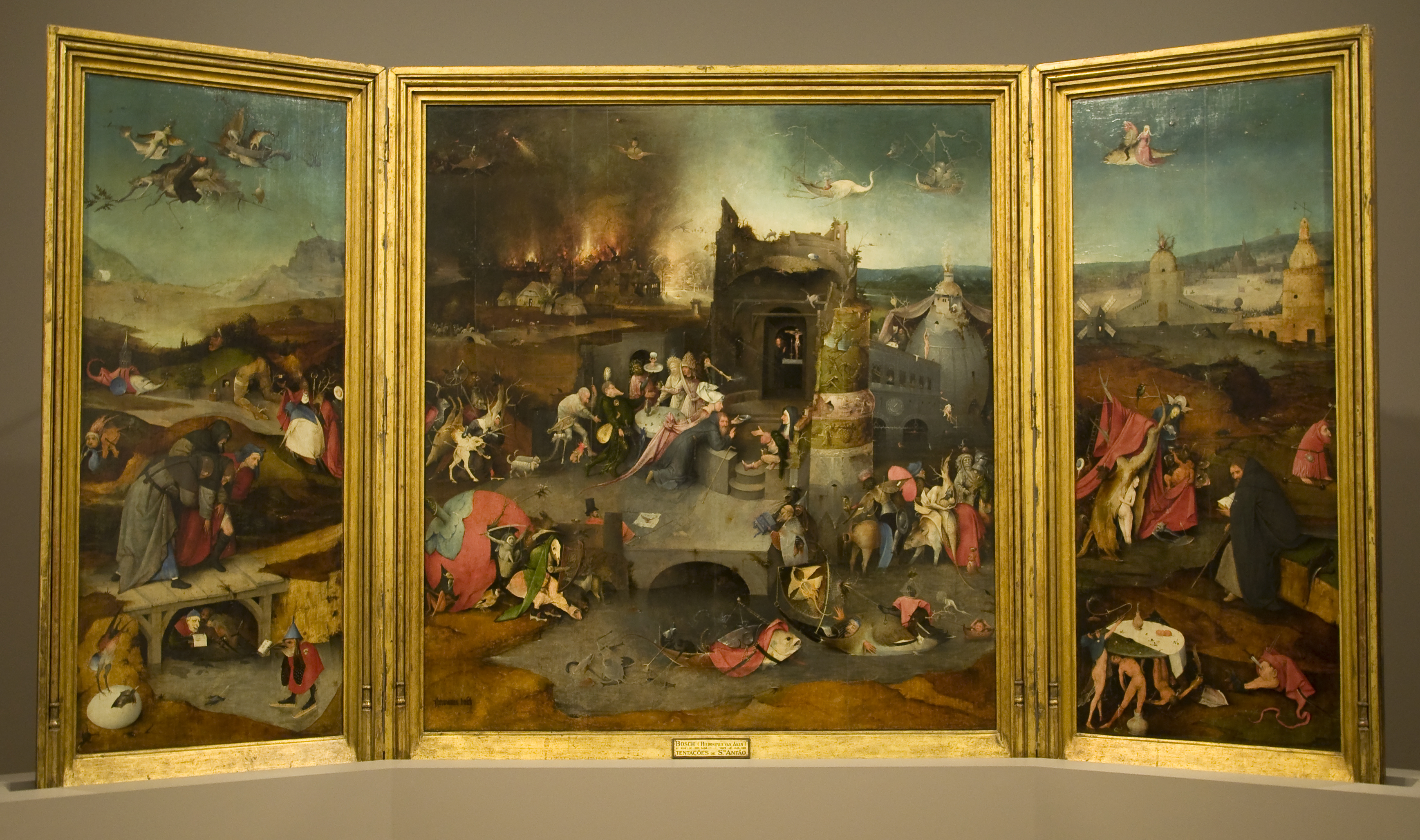
De verzoeking van de heilige Antonius
(ca.1500) van Jheronimus Bosch

De afdeling Europese schilderkunst maakt een belangrijk onderdeel uit van het museum en wordt vertegenwoordigd door onder anderen Bartolomé Bermejo, De verzoeking van de heilige Antonius door Jheronimus Bosch, Pieter Brueghel de Jonge, Gerard David, Sint-Hiëronymus door Albrecht Dürer, Lucas Cranach, Piero della Francesca, Hans Holbein de Oude, Pieter de Hooch, Adriaen Isenbrandt, Quinten Matsijs, Hans Memling, Antonis Mor, Joachim Patinir, Raphael, José de Ribera, Andrea del Sarto, David Teniers de Jonge, Tintoretto, Antoon van Dyck, Diego Velázquez, David Vinckboons, Hendrick Cornelisz. Vroom, Francisco de Zurbarán, Goswin van der Weyden en anderen.

### Sint Vincent-panelen
Misschien wel het bekendste werk in het museum zijn de Sint Vincent-panelen, die dateren van vóór 1470 en worden toegeschreven aan Nuno Gonçalves, hofschilder van Koning Alfons V van Portugal.
De zes grote panelen tonen mensen uit alle lagen van de late middeleeuwse Portugese samenleving met de verering van Sint Vincent, in een van de eerste collectieve portretten in de Europese kunst. Er zijn zestig portretten op de panelen.

Sint Vincent Panelen